# Pseudodrassus pichoni
Pseudodrassus pichoni är en spindelart som beskrevs av Schenkel 1963. Pseudodrassus pichoni ingår i släktet Pseudodrassus och familjen plattbuksspindlar. Inga underarter finns listade i Catalogue of Life.